# Shaomai
Un shaomai ou siumai ou sui mai (chinois simplifié : 烧卖 ; chinois traditionnel : 燒賣 ; pinyin : shāomài) est une recette de cuisine traditionnelle de la cuisine chinoise, à base de ravioli de viande ou de poisson et de légumes, cuit à la vapeur.

## Histoire
Les origines de ce produit culinaire de la cuisine chinoise sont peu connues et revendiquées entre autres par les villes de Pékin, de Canton du Guangdong au sud-est de la Chine, et de Hohhot en Mongolie-Intérieure, au nord de la Chine. Il est à ce jour très répandu en Chine et dans de nombreux pays d'Asie. C'est une des composantes du dimsum de la cuisine cantonaise,. 

Quelques exemples
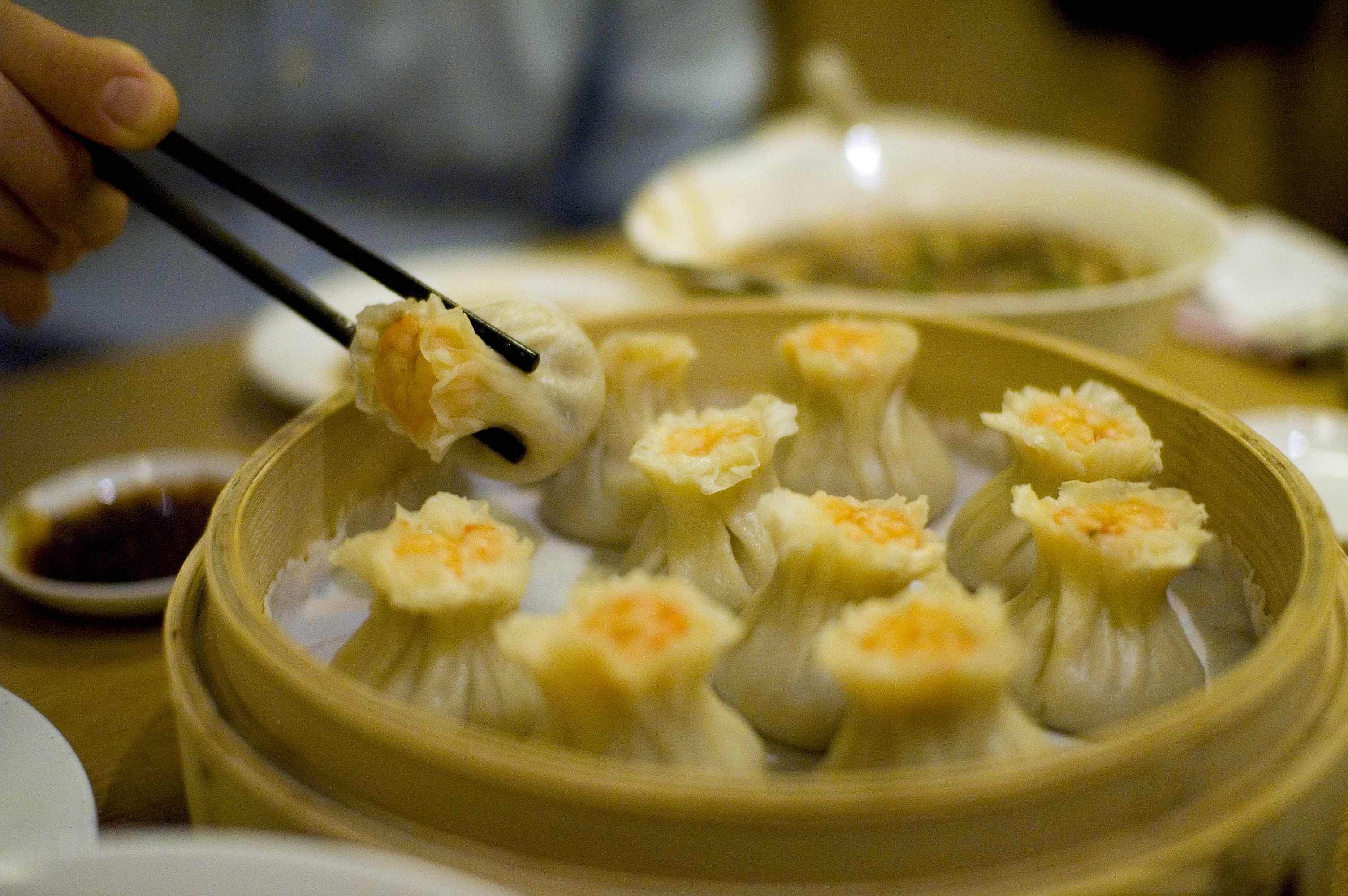
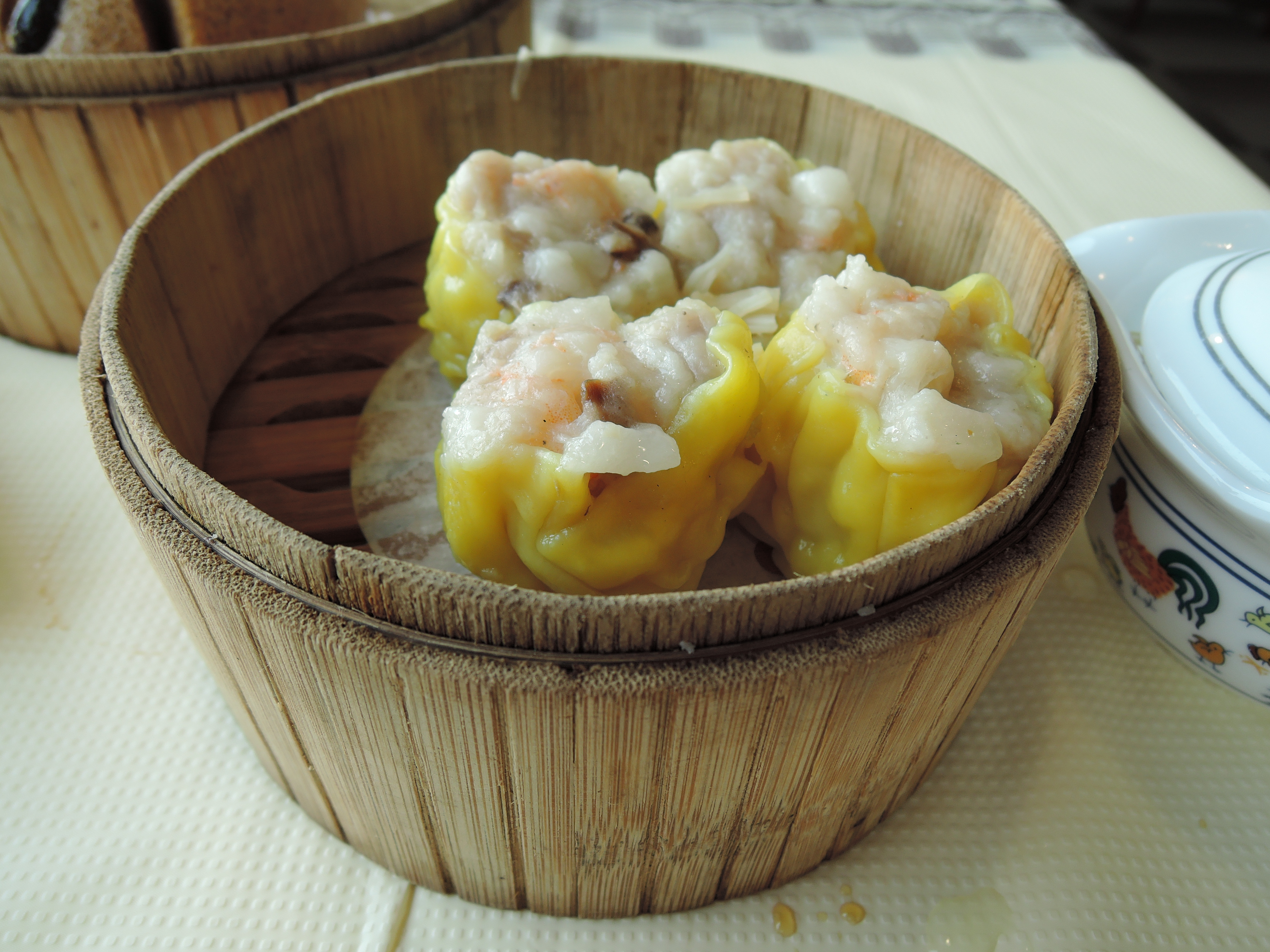

## Variétés
Le plus souvent fourré de viande hachée, et traditionnellement cuit à la vapeur dans un cuiseur vapeur en bambou, ce ravioli est décliné en de nombreuses variantes de cuisine régionale chinoise, dont notamment :
- Canton : fourré au porc et aux champignons ;
- Yunnan  (chrysanthème) : fourré au porc ou à la crevette ;
- Jiangnan : porc mariné et oignons frits ;
- Ouïghour : fourré au bœuf.

Il en existe de nombreuses variantes au Japon, en Indonésie, aux Philippines et au Viêt Nam, ainsi que sur l’île de La Réunion, sous le nom de bouchon.

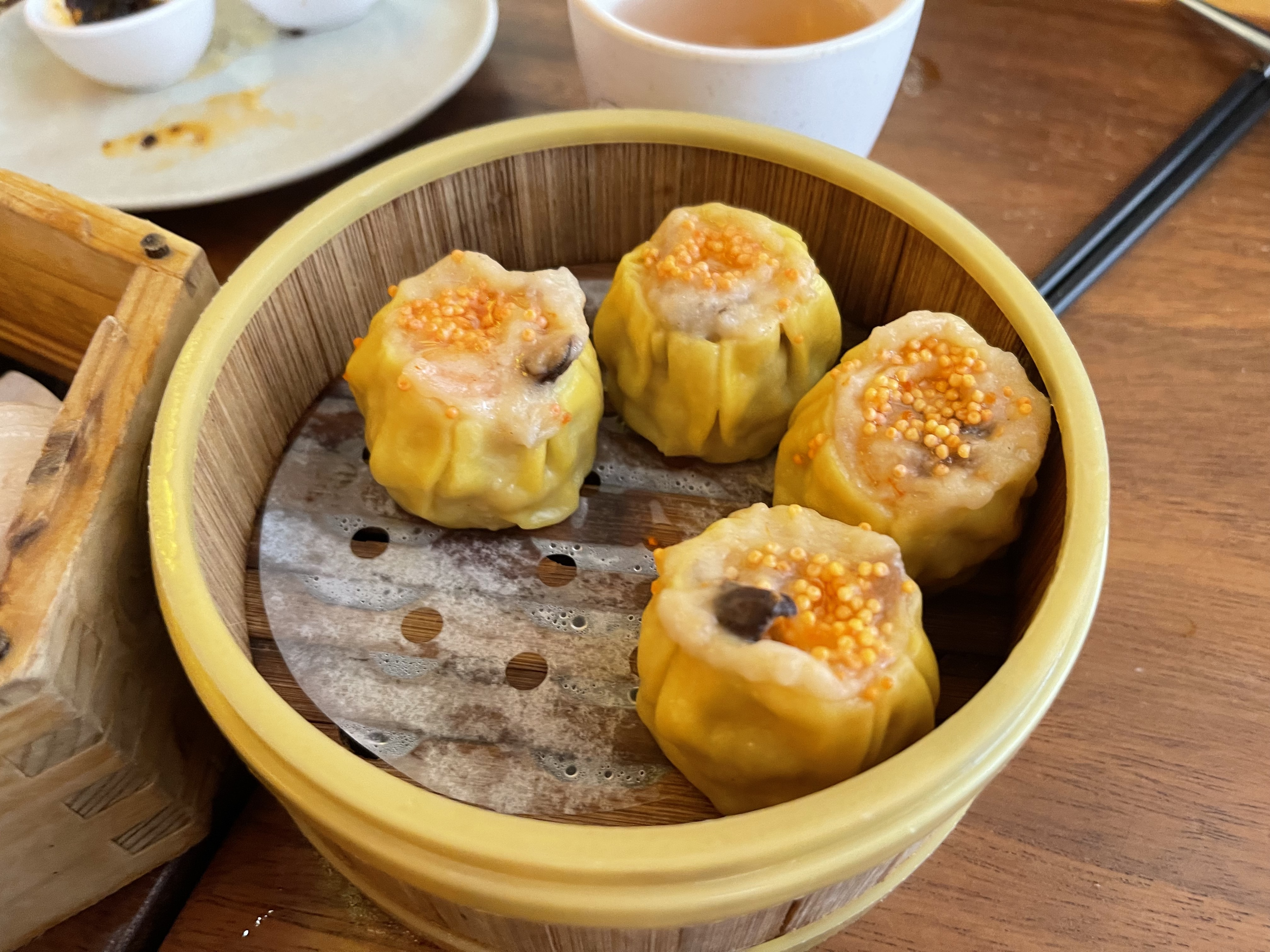
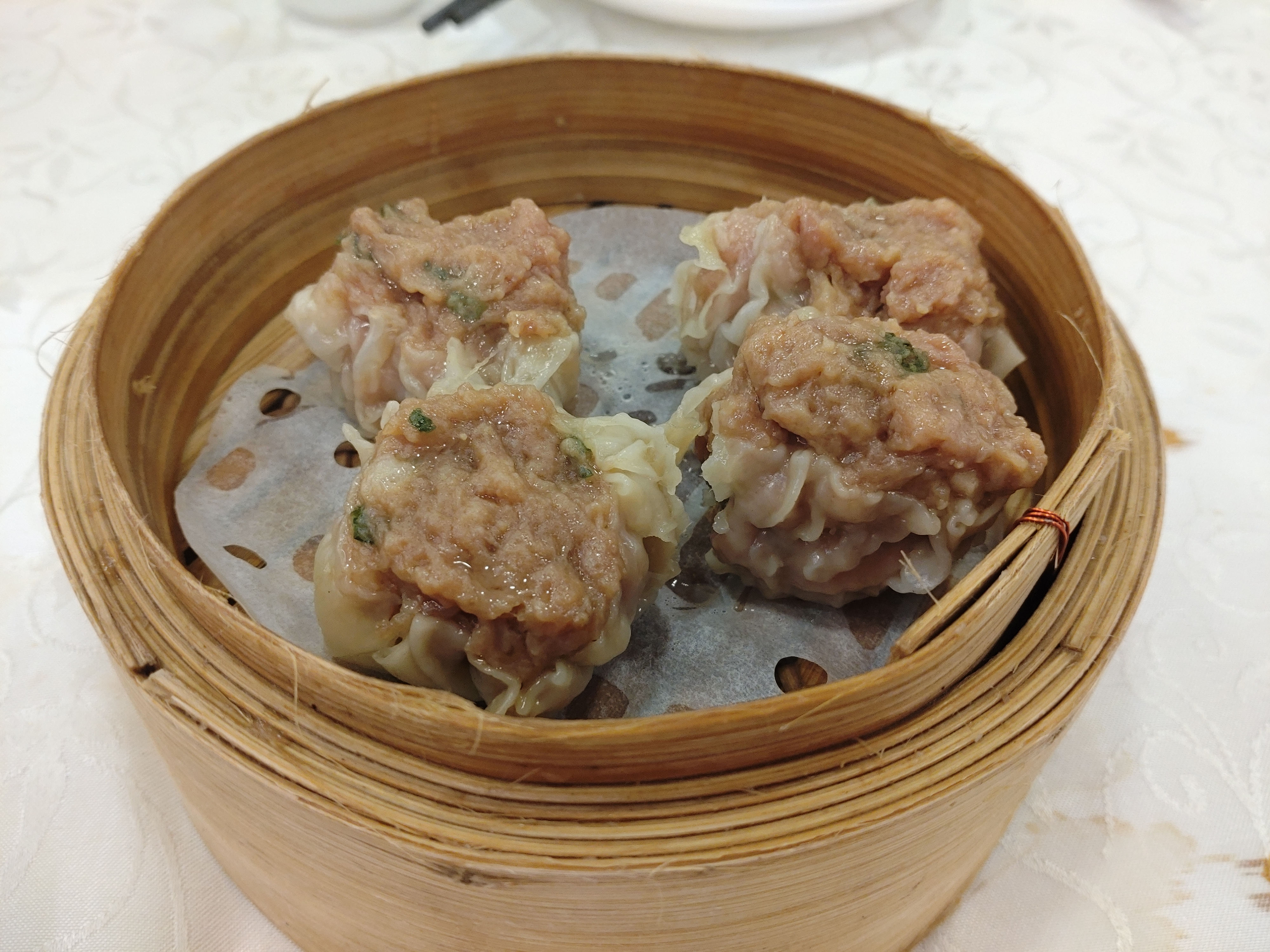
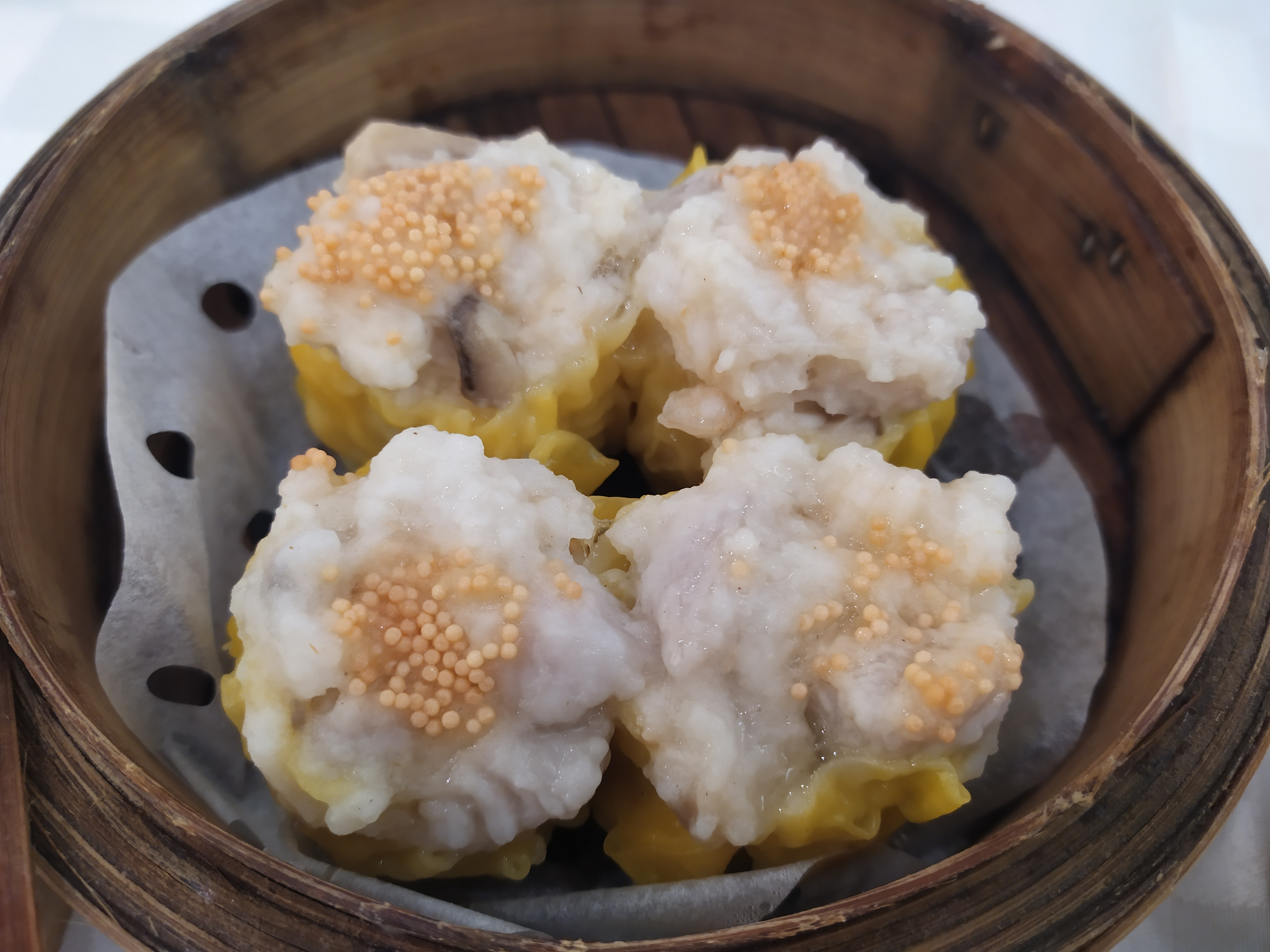
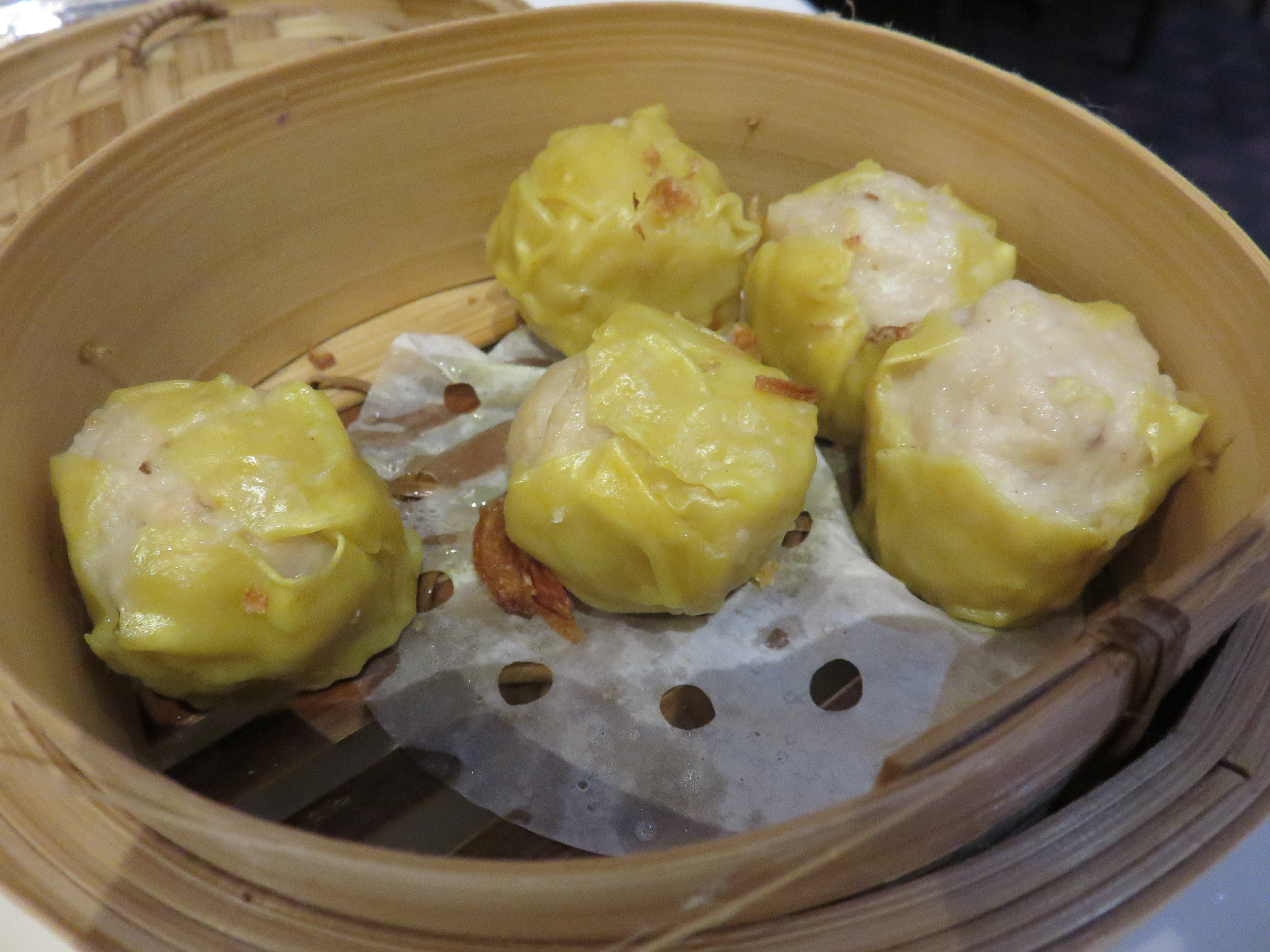